# 鼠李糖
鼠李糖（英語：Rhamnose），即6-脫氧-L-甘露糖，又稱甲基戊糖，是一种脱氧的己醣。可透過羥化甘露糖而取得。能溶於水和甲醇，微溶於乙醇。在自然界中大多是L型，廣泛存在於植物的多醣、醣苷、植物膠和細菌細胞表面的多醣中。其甜度為蔗糖的33%，可用作甜味劑，還可用於生產香精、香料，可食用。